# Эйольвюр Сверриссон
Эйольвюр Гьявар Сверриссон (исл. Eyjólfur Gjafar Sverrisson; род. 3 августа 1968, Скагафьордюр, Нордюрланд-Вестра) — исландский футболист, полузащитник, и тренер.

## Клубная карьера
Во взрослом футболе дебютировал в 1985 году выступлениями за команду «Тиндастол». В 1989 году перешёл в «Штутгарт», в которой провел пять сезонов, приняв участие в 110 матчах чемпионата. Большинство времени, проведенного в составе «Штутгарта», был основным игроком защиты команды.
Своей игрой за эту команду привлек внимание представителей тренерского штаба клуба «Бешикташ», в состав которого присоединился в 1994 году. Сыграл за стамбульскую команду следующий сезон своей игровой карьеры.
Завершил профессиональную игровую карьеру в клубе «Герта», за который выступал на протяжении 1995—2003 годов.

### Карьера в сборной
Дебют за национальную сборную Исландии состоялся 28 мая 1990 года в товарищеском матче против сборной Люксембурга (2ː1). Всего Сверриссон провёл за сборную 66 матчей и забил 10 голов.

### Голы за сборную
| #   | Дата             | Место                                         | Соперник | Счёт | Результат | Турнир                  |
| --- | ---------------- | --------------------------------------------- | -------- | ---- | --------- | ----------------------- |
| 1.  | 25 сентября 1991 | Лаугардалсвёллур, Рейкьявик                   | Испания  | 2-0  | 2-0       | Квалификация на ЧЕ 1992 |
| 2.  | 20 ноября 1991   | Парк де Пренс, Париж                          | Франция  | 3-1  | 3-1       | Квалификация на ЧЕ 1992 |
| 3.  | 2 июня 1993      | Лаугардалсвёллур, Рейкьявик                   | Россия   | 1-0  | 1-1       | Квалификация на ЧМ 1994 |
| 4.  | 16 июня 1993     | Лаугардалсвёллур, Рейкьявик                   | Венгрия  | 1-0  | 2-0       | Квалификация на ЧМ 1994 |
| 5.  | 28 марта 1999    | Комуналь д'Андорра-ла-Велья, Андорра-ла-Велья | Андорра  | 0-1  | 0-2       | Квалификация на ЧЕ 2000 |
| 6.  | 9 октября 1999   | Стад де Франс, Сен-Дени                       | Франция  | 2-1  | 3-2       | Квалификация на ЧЕ 2000 |
| 7.  | 27 июля 2000     | Лаугардалсвёллур, Рейкьявик                   | Мальта   | 1-0  | 5-0       | Товарищеский матч       |
| 8.  | 2 сентября 2000  | Лаугардалсвёллур, Рейкьявик                   | Дания    | 1-0  | 1-2       | Квалификация на ЧМ 2002 |
| 9.  | 1 сентября 2001  | Лаугардалсвёллур, Рейкьявик                   | Чехия    | 1-0  | 3-1       | Квалификация на ЧМ 2002 |
| 10. | 1 сентября 2001  | Лаугардалсвёллур, Рейкьявик                   | Чехия    | 3-0  | 3-1       | Квалификация на ЧМ 2002 |

## Карьера тренера
Начал тренерскую карьеру вскоре после завершения карьеры игрока, в 2005 году, возглавив тренерский штаб национальной сборной Исландии.
В дальнейшем входил в тренерский штаб немецкого клуба «Вольфсбург».
С 2009 по 2018 года возглавлял тренерский штаб молодежной сборной Исландии.

## Достижения
- Чемпион Германии: 1991/92
- Чемпион Турции: 1994/95
- Обладатель Кубка немецкой лиги: 2001, 2002
- Обладатель Суперкубка Германии: 1992
- Обладатель Суперкубка Турции: 1994